# Подобас (посёлок)
Подобас — посёлок на реке Подобас в Мысковском городском округе Кемеровской области России.

## История
До 1917 г. входил в состав Томской волости Кузнецкого уезда Томской губернии.
Был, по состоянию на 2002 год, административным центром Подобасского сельсовета.

## География
Посёлок Подобас расположен в южной части Кемеровской области и находится на берегу рек Томь и её притока Подобасс. Смыкается с запада с окраиной г. Мыски.
Уличная сеть
состоит из 22 географических объектов:
- Переулки — Алтайский пер., Весенний пер., Железнодорожный пер., Школьный пер.
- Улицы — ул. Береговая, ул. Гагарина, ул. Дорожная, ул. Дружбы, ул. Заречная, ул. Калинина, ул. Кооперативная, ул. Луговая, ул. Подобасская, ул. Пролетарская, ул. Садовая, ул. Светлая, ул. Советская, ул. Совхозная, ул. Спартака, ул. Тружеников, ул. Шоссейная, ул. Южная.

## Население
| 2010 |
| ---- |
| 1126 |

Национальный состав
Согласно результатам переписи 2002 года, в национальной структуре населения русские составляли 94 % от общей численности населения в 1052 жителя.

## Известные жители
В посёлке родился  Василий Михайлович Панин (28 ноября 1929 — 8 октября 2008) — Герой Социалистического Труда.

## Инфраструктура
МБОУ СОШ № 12 (нумерация идет с г. Мыски).

## Транспорт
Через посёлок проходит автомобильная дорога регионального значения и Ленинск-Кузнецкий — Новокузнецк — Междуреченск (идентификационный номер 32К-2). Остановки Нижний Подобасс, Подобасс.
Железная дорога (остановочный пункт 39 километр).